# Il neige à Marrakech
Il neige à Marrakech è un film del 2006 diretto dal regista svizzero di origine marocchina Hicham Alhayat, prodotto in Marocco e in Svizzera.  
Presentato al 28º Festival di Cinema Africano di Verona.

## Trama
Un anziano vorrebbe coronare il suo sogno di sciare sulle Alpi svizzere. L'impossibilità di realizzare l'aspirazione convince il figlio a mettere in piedi una messinscena: accompagnato il padre, dopo averlo addormentato, in una località sciistica del Marocco, costruirà, con la complicità della gente del posto, un'ambientazione elvetica. Il padre mangia la foglia e quando il figlio lo vuole convincere che si trovano sulla frontiera con la Francia, l'anziano vuol vedere la Tour Eiffel.

## Riconoscimenti
- 2006 - Premio del pubblico al miglior cortometraggio al Festival Tous Ecrans, Ginevra
- 2007 
  - Prix de la Maison d’arrêt d’Amiens - Détenues femmes e premio del pubblico al Festival International du Film d'Amiens
  - Menzione speciale ad Almeria en Corto Festival Internacional de Cortometrajes
  - Premio del pubblico all'Internationales Kurzfilmfestival Shnit, Berna
  - Menzione speciale alla Mostra Internazionale del cortometraggio Montecatini
  - Prix Film und Video Untertitelung al Festival del film Locarno
  - Premio del pubblico all'Internationale Kurzfilmtage Winterthur
- 2008 - Genziana d'argento per il miglior cortometraggio al Trento Film Festival
- 2010 - Secondo premio Enseignement supérieur/Jeunes réalisateurs indépendants al Festival International de films d'écoles, Lione